# Nagykökényes, Heves
Nagykökényes  este un sat în districtul Hatvan, județul Heves, Ungaria, având o populație de 631 de locuitori (2011). 

## Demografie
Componența etnică a satului Nagykökényes
     Maghiari (98,83%)
     Necunoscut (0,58%)
     Români (0,58%)
     Alții (0,58%)
Componența confesională a satului Nagykökényes
     Romano-catolici (66,09%)
     Fără religie (4,75%)
     Reformați (2,54%)
     Necunoscută (25,67%)
     Alte religii (1,43%)
Conform recensământului din 2011, satul Nagykökényes avea 631 de locuitori. Din punct de vedere etnic, majoritatea locuitorilor (98,83%) erau maghiari. Apartenența etnică nu este cunoscută în cazul a 0,58% din locuitori.  Din punct de vedere confesional, majoritatea locuitorilor (66,09%) erau romano-catolici, existând și minorități de persoane fără religie (4,75%) și reformați (2,54%). Pentru 25,67% din locuitori nu este cunoscută apartenența confesională.